# Radar météorologique ARMOR
Pour les articles homonymes, voir Armor (homonymie).
ARMOR (pour Advanced Radar for Meteorological and Operational Research) est un radar météorologique exploité en collaboration entre l'université de l'Alabama à Huntsville et la station de télévision WHNT-TV. Ce radar Doppler de recherche à double polarisation est à la fine pointe de la technologie dans le domaine.

## Histoire

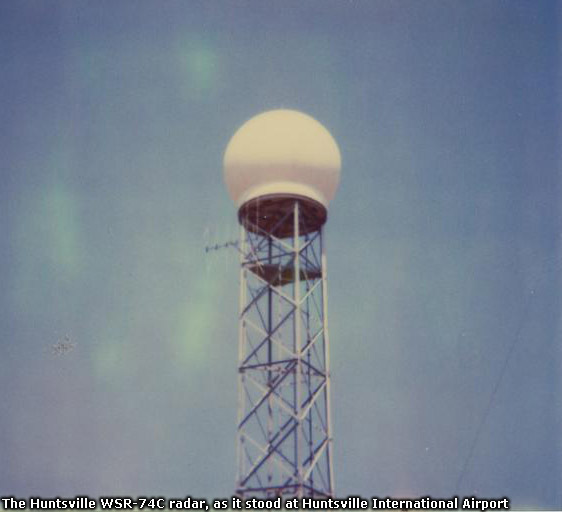
Le radar WSR-74 quand il était en service pour le National Weather Service.

Ce radar était à l'origine un radar de la série WSR-74C inauguré par le service météorologique des États-Unis en 1977, remplaçant un ancien WSR-3,. Après une catastrophe météorologique majeure, une proposition fut faite de moderniser le radar et d'ajouter la mesure de la vitesse de déplacement des précipitations par effet Doppler-Fizeau, permettant aux météorologues de voir les rotation dans les nuages tornadiques. L’équipement et l’installation de mise à niveau ont coûté 350 000 $US payé par l'État de l'Alabama, le comté de Madison et l'aéroport de Hunstville. Le travail fut complété en juillet 1991,.
À la fin des années 1980, un plan de consolidation du service météo prévoyait la surpression du bureau météorologique de Huntsville et de son radar. Sous la pression de la population, le bureau resta ouvert mais un radar plus moderne de la série NEXRAD fut construit dans le comté de Jackson voisin pour remplacer le WSR-74C, étant inauguré  en 1997,. Plutôt que d'être détruit, ce WSR-74C fut donné au département de sciences atmosphériques de l'université de l'Alabama en 2002, qui le modernisa en lui ajoutant le sondage polarisé sur deux axes orthogonaux en 2004. En 2005, la société Baron Services Inc. de Huntsville fut chargée de mettre un nouveau transmetteur à semi-conducteurs plus puissant de 350 kW et en 2006, l'antenne et son piédestal furent changés par la même entreprise.

## Caractéristiques
ARMOR est un radar en bande C (5 625 MHz) qui a une résolution angulaire de 1 degré d'azimut grâce à une antenne de 3,7 mètres de diamètre. La longueur des impulsions émises est variable entre 0,4 et 2,5 microsecondes et leur taux de répétition varie de 250 à 2 000 par seconde à une puissance de 350 kW,. Il transmet des faisceaux orthogonaux polarisés verticalement (V) et horizontalement (H) ce qui lui permet d'obtenir, outre la réflectivité et la vitesse des précipitations, les données de polarimétrie suivantes : la réflectivité différentielle entre V et H ({\displaystyle Z_{dr}}), le différentiel de phase entre V et H ({\displaystyle \phi _{dp}}), la phase différentielle spécifique ({\displaystyle K_{dp}}), le coefficient de corrélation ({\displaystyle \rho _{hv}}) et la corrélation croisée {\displaystyle L_{DR}},.

## Utilisation
ARMOR sert à la recherche pour les étudiants de l'université et ses données sont disponibles pour le bureau local du National Weather Service (NWS) ainsi que pour la station locale de télévision WHNT-TV qui participe à son financement. Cette dernière est ainsi le premier média à pouvoir offrir des images provenant de la double polarisation en 2012 alors que le réseau national de radars des États-Unis est encore en cours de modification.
ARMOR fait également partie du programme de recherche STORM-net conjointement avec la NASA et le National Weather Service. Il s'agit d'intégrer les données du radar avec celles du radar NEXRAD du NWS, ainsi qu'avec celles du réseau de détection de la foudre local de la NASA. Cela permet obtenir une vue en trois dimensions, autant des réflectivités que des vitesses dans les nuages, et de la position de la foudre. Il est ainsi possible d'étudier les mouvements de l'air et des précipitations pour mieux modéliser les phénomènes de petites échelles comme les orages.